# Şenyurt, Kızıltepe
Şenyurt là một thị trấn thuộc huyện Kızıltepe, tỉnh Mardin, Thổ Nhĩ Kỳ. Dân số thời điểm năm 2010 là 1.732 người.